# Coupe du monde féminine de hockey en salle 2023
 (février 2023).
Navigation
Berlin 2018 2025
La Coupe du monde féminine de hockey en salle 2023 sera la sixième édition de la Coupe du monde féminine de hockey en salle et se jouera du 5 au 11 février 2022 à Pretoria, en Afrique du Sud.

## Équipes qualifiées
Toutes les équipes qualifiées pour l'édition 2022 annulée du tournoi étaient éligibles pour participer à l'édition 2023.
| Événement             | Dates                | Lieu        | Quotas | Qualifiés                                                        |
| --------------------- | -------------------- | ----------- | ------ | ---------------------------------------------------------------- |
| Pays hôte             | 16 juillet 2022      | NC          | 1      | Afrique du Sud (14)                                              |
| Coupe d'Asie 2019     | 15 - 21 juillet 2019 | Chonburi    | 2      | Kazakhstan (11)                                                  |
| Euro 2020             | 17 - 19 janvier 2020 | Minsk       | 4      | Pays-Bas (2) Ukraine (4) Tchéquie (5) Autriche (8) Belgique (15) |
| Coupe d'Afrique 2021  | 16 - 18 avril 2021   | Durban      | 1      | Namibie (9)                                                      |
| Coupe d'Amérique 2021 | 25 - 27 juin 2021    | Spring City | 2      | États-Unis (12) Canada (16)                                      |
| Invitation            | 9 août 2022          | NC          | 2      | Australie (9) Nouvelle-Zélande (-)                               |
| Total                 | Total                | Total       | 12     |                                                                  |

## Premier tour
Le calendrier a été publié le 17 octobre 2022.
Toutes les heures correspondent à l'heure normale d'Afrique du Sud (UTC+2).

### Critères de départage
En cas d'égalité de points de plusieurs équipes à l'issue des matchs de poule, les critères suivants sont appliqués dans l'ordre indiqué pour établir leur classement:
1. Points,
2. Matchs gagnés,
3. Différence de buts,
4. Buts pour,
5. Plus grand nombre de points obtenus dans les matchs de poule disputés entre les équipes concernées,
6. Buts en plein jeu pour.

### Poule A
| Rang | Équipe           | J | V | N | D | BP | BC | Diff | Pts | Qualification    |
| ---- | ---------------- | - | - | - | - | -- | -- | ---- | --- | ---------------- |
| 1    | Pays-Bas         | 5 | 5 | 0 | 0 | 29 | 4  | +25  | 15  | Quarts de finale |
| 2    | Autriche         | 5 | 4 | 0 | 1 | 14 | 12 | +2   | 12  | Quarts de finale |
| 3    | Afrique du Sud H | 5 | 2 | 1 | 2 | 12 | 11 | +1   | 7   | Quarts de finale |
| 4    | Australie        | 5 | 2 | 0 | 3 | 11 | 16 | -5   | 6   | Quarts de finale |
| 5    | États-Unis       | 5 | 1 | 1 | 3 | 16 | 11 | +5   | 4   |                  |
| 6    | Nouvelle-Zélande | 5 | 0 | 0 | 5 | 6  | 34 | -28  | 0   |                  |

Source: FIH
| Match 1              | Afrique du Sud            | 2 - 3   | Autriche                      |                                         |                                         |
| 5 février 2023 08h30 | O'Connor 7e · De Waal 30e | (1 - 1) | 12e Buchta · 25e, 38e Laginja | Arbitrage : Diego Barbas Melina Illanes | Arbitrage : Diego Barbas Melina Illanes |
| 5 février 2023 08h30 | Rapport                   |         |                               | Arbitrage : Diego Barbas Melina Illanes | Arbitrage : Diego Barbas Melina Illanes |

| Match 2              | Australie                                  | 4 - 2   | États-Unis       |                                                 |                                                 |
| 5 février 2023 10h50 | C. Burns 4e, 37e · Economos 10e · Reid 40e | (2 - 2) | 2e, 20e D'Ariano | Arbitrage : Ornpimol Kittiteerasopon Lee Barron | Arbitrage : Ornpimol Kittiteerasopon Lee Barron |
| 5 février 2023 10h50 | Rapport                                    |         |                  | Arbitrage : Ornpimol Kittiteerasopon Lee Barron | Arbitrage : Ornpimol Kittiteerasopon Lee Barron |

| Match 3              | Pays-Bas                                                                                       | 10 - 0  | Nouvelle-Zélande |                                           |                                           |
| 5 février 2023 13h00 | Zwinkels 2e, 9e, 22e, 24e, 37e · Van Wijk 16e · Van Erk 20e · Brands 25e · Van't Hoog 34e, 40e | (4 - 0) |                  | Arbitrage : Lyndal Robertson Cathy Wright | Arbitrage : Lyndal Robertson Cathy Wright |
| 5 février 2023 13h00 | Rapport                                                                                        |         |                  | Arbitrage : Lyndal Robertson Cathy Wright | Arbitrage : Lyndal Robertson Cathy Wright |

| Match 10             | Autriche              | 2 - 1   | États-Unis   |                                                 |                                                 |
| 6 février 2023 16h40 | Buchta 1e · Czech 19e | (2 - 1) | 15e D'Ariano | Arbitrage : Lukasz Zwierzchowski Melina Illanes | Arbitrage : Lukasz Zwierzchowski Melina Illanes |
| 6 février 2023 16h40 | Rapport               |         |              | Arbitrage : Lukasz Zwierzchowski Melina Illanes | Arbitrage : Lukasz Zwierzchowski Melina Illanes |

| Match 11             | Afrique du Sud | 1 - 3   | Pays-Bas                       |                                      |                                      |
| 6 février 2023 19h00 | Seerane 12e    | (1 - 1) | 6e Imhof · 27e, 33e Van't Hoog | Arbitrage : Adam Barry Emily Carroll | Arbitrage : Adam Barry Emily Carroll |
| 6 février 2023 19h00 | Rapport        |         |                                | Arbitrage : Adam Barry Emily Carroll | Arbitrage : Adam Barry Emily Carroll |

| Match 12             | Australie                                      | 5 - 1   | Nouvelle-Zélande |                                                |                                                |
| 6 février 2023 21h20 | Scriven 10e, 36e · Field 21e, 33e · Murphy 25e | (1 - 1) | 19e Pearce       | Arbitrage : Céline Martin-Schmets Andres Ortiz | Arbitrage : Céline Martin-Schmets Andres Ortiz |
| 6 février 2023 21h20 | Rapport                                        |         |                  | Arbitrage : Céline Martin-Schmets Andres Ortiz | Arbitrage : Céline Martin-Schmets Andres Ortiz |

| Match 13             | Afrique du Sud            | 2 - 2   | États-Unis               |                                          |                                          |
| 7 février 2023 09h40 | Fourie 25e · O'Connor 26e | (0 - 1) | 14e Miller · 22e Burnett | Arbitrage : Cathy Wright Rachel Williams | Arbitrage : Cathy Wright Rachel Williams |
| 7 février 2023 09h40 | Rapport                   |         |                          | Arbitrage : Cathy Wright Rachel Williams | Arbitrage : Cathy Wright Rachel Williams |

| Match 14             | Pays-Bas                                                               | 8 - 0   | Australie |                                                    |                                                    |
| 7 février 2023 10h50 | Imhof 6e, 19e · Zwinkels 9e, 24e, (2x)32e · Van Wijk 22e · De Baat 34e | (3 - 0) |           | Arbitrage : Ayden Shrives Ornpimol Kittiteerasopon | Arbitrage : Ayden Shrives Ornpimol Kittiteerasopon |
| 7 février 2023 10h50 | Rapport                                                                |         |           | Arbitrage : Ayden Shrives Ornpimol Kittiteerasopon | Arbitrage : Ayden Shrives Ornpimol Kittiteerasopon |

| Match 15             | Autriche                                        | 4 - 2   | Nouvelle-Zélande |                                           |                                           |
| 7 février 2023 13h10 | Pultar 6e · Bauer 19e · Laginja 20e · Mayer 33e | (3 - 2) | 7e, 9e Pearce    | Arbitrage : Lyndal Robertson Cathy Wright | Arbitrage : Lyndal Robertson Cathy Wright |
| 7 février 2023 13h10 | Rapport                                         |         |                  | Arbitrage : Lyndal Robertson Cathy Wright | Arbitrage : Lyndal Robertson Cathy Wright |

| Match 22             | Pays-Bas                                         | 5 - 1   | Autriche  |                                                   |                                                   |
| 8 février 2023 15h30 | Brands 12e · Zwinkels 16e, (2x)36e · De Baat 34e | (2 - 0) | 26e Czech | Arbitrage : Lyndal Robertson Lukasz Zwierzchowski | Arbitrage : Lyndal Robertson Lukasz Zwierzchowski |
| 8 février 2023 15h30 | Rapport                                          |         |           | Arbitrage : Lyndal Robertson Lukasz Zwierzchowski | Arbitrage : Lyndal Robertson Lukasz Zwierzchowski |

| Match 23             | États-Unis                                                                            | 9 - 0   | Nouvelle-Zélande |                                                            |                                                            |
| 8 février 2023 17h50 | Miller 4e, 24e, 38e · Sparling 7e · Mandato 8e, 36e · D'Ariano 10e, 22e · Herbine 21e | (4 - 0) |                  | Arbitrage : Céline Martin-Schmets Ornpimol Kittiteerasopon | Arbitrage : Céline Martin-Schmets Ornpimol Kittiteerasopon |
| 8 février 2023 17h50 | Rapport                                                                               |         |                  | Arbitrage : Céline Martin-Schmets Ornpimol Kittiteerasopon | Arbitrage : Céline Martin-Schmets Ornpimol Kittiteerasopon |

| Match 24             | Afrique du Sud | 1 - 0   | Australie |                                              |                                              |
| 8 février 2023 20h10 | Fourie 31e     | (0 - 0) |           | Arbitrage : Spohie Bockelmann Melina Illanes | Arbitrage : Spohie Bockelmann Melina Illanes |
| 8 février 2023 20h10 | Rapport        |         |           | Arbitrage : Spohie Bockelmann Melina Illanes | Arbitrage : Spohie Bockelmann Melina Illanes |

| Match 25             | Pays-Bas                        | 3 - 2   | États-Unis        |                                                   |                                                   |
| 9 février 2023 08h30 | Clasener 6e · Zwinkels 26e, 40e | (1 - 0) | 23e, 32e D'Ariano | Arbitrage : Ornpimol Kittiteerasopon Cathy Wright | Arbitrage : Ornpimol Kittiteerasopon Cathy Wright |
| 9 février 2023 08h30 | Rapport                         |         |                   | Arbitrage : Ornpimol Kittiteerasopon Cathy Wright | Arbitrage : Ornpimol Kittiteerasopon Cathy Wright |

| Match 26             | Afrique du Sud                                                                        | 6 - 3   | Nouvelle-Zélande                 |                                               |                                               |
| 9 février 2023 10h50 | Fourie 19e · De Oliveira 26e · O'Connor 27e · Lardant 30e · Brisset 34e · De Waal 40e | (1 - 0) | 31e, 37e Ritchie · 36e P. Norman | Arbitrage : Sophie Bockelmann Rachel Williams | Arbitrage : Sophie Bockelmann Rachel Williams |
| 9 février 2023 10h50 | Rapport                                                                               |         |                                  | Arbitrage : Sophie Bockelmann Rachel Williams | Arbitrage : Sophie Bockelmann Rachel Williams |

| Match 27             | Autriche                                          | 4 - 2   | Australie       |                                           |                                           |
| 9 février 2023 13h10 | Proksch 10e · Laginja 26e · Bauer 30e · Czech 34e | (1 - 1) | 4e, 30e Scriven | Arbitrage : Lyndal Robertson Cathy Wright | Arbitrage : Lyndal Robertson Cathy Wright |
| 9 février 2023 13h10 | Rapport                                           |         |                 | Arbitrage : Lyndal Robertson Cathy Wright | Arbitrage : Lyndal Robertson Cathy Wright |

### Poule B
| Rang | Équipe     | J | V | N | D | BP | BC | Diff | Pts | Qualification    |
| ---- | ---------- | - | - | - | - | -- | -- | ---- | --- | ---------------- |
| 1    | Tchéquie   | 5 | 4 | 0 | 1 | 26 | 8  | +18  | 12  | Quarts de finale |
| 2    | Belgique   | 5 | 3 | 0 | 2 | 9  | 12 | -3   | 9   | Quarts de finale |
| 3    | Ukraine    | 5 | 2 | 2 | 1 | 11 | 9  | +2   | 8   | Quarts de finale |
| 4    | Canada     | 5 | 1 | 3 | 1 | 10 | 10 | 0    | 6   | Quarts de finale |
| 5    | Kazakhstan | 5 | 1 | 2 | 2 | 16 | 23 | -7   | 5   |                  |
| 6    | Namibie    | 5 | 0 | 1 | 4 | 7  | 17 | -10  | 1   |                  |

Source: FIH
| Match 4              | Namibie                                    | 3 - 5   | Kazakhstan                                                    |                                                  |                                                  |
| 5 février 2023 15h30 | Mengo 19e · Van Staden 34e · Schimming 38e | (1 - 2) | 3e Beisenbay · 3e, 23e Bissirova · 30e Lyapina · 40e Lobanova | Arbitrage : Emily Carroll Narongtuch Subboonsong | Arbitrage : Emily Carroll Narongtuch Subboonsong |
| 5 février 2023 15h30 | Rapport                                    |         |                                                               | Arbitrage : Emily Carroll Narongtuch Subboonsong | Arbitrage : Emily Carroll Narongtuch Subboonsong |

| Match 5              | Ukraine         | 1 - 1   | Canada  |                                                   |                                                   |
| 5 février 2023 17h50 | Ponomarenko 20e | (1 - 0) | 27e Lee | Arbitrage : Ornpimol Kittiteerasopon Cathy Wright | Arbitrage : Ornpimol Kittiteerasopon Cathy Wright |
| 5 février 2023 17h50 | Rapport         |         |         | Arbitrage : Ornpimol Kittiteerasopon Cathy Wright | Arbitrage : Ornpimol Kittiteerasopon Cathy Wright |

| Match 6              | Tchéquie                                                        | 6 - 1   | Belgique   |                                              |                                              |
| 5 février 2023 20h10 | Nováková 2e · Kolarova 6e · Lacina 7e, 39e · Lehovcova 15e, 37e | (4 - 0) | 37e De Mot | Arbitrage : Lyndal Robertson Rachel Williams | Arbitrage : Lyndal Robertson Rachel Williams |
| 5 février 2023 20h10 | Rapport                                                         |         |            | Arbitrage : Lyndal Robertson Rachel Williams | Arbitrage : Lyndal Robertson Rachel Williams |

| Match 7              | Namibie          | 2 - 2   | Canada                |                                       |                                       |
| 6 février 2023 09h40 | Gillies 28e, 30e | (0 - 1) | 15e McCrory · 31e Lee | Arbitrage : Cathy Wright Sean Edwards | Arbitrage : Cathy Wright Sean Edwards |
| 6 février 2023 09h40 | Rapport          |         |                       | Arbitrage : Cathy Wright Sean Edwards | Arbitrage : Cathy Wright Sean Edwards |

| Match 8              | Tchéquie                                                                  | 8 - 2   | Kazakhstan       |                                          |                                          |
| 6 février 2023 12h00 | Lacina 5e, 40e · Nováková 9e, 18e, 19e, 37e · Lehovcova 13e · Babická 28e | (5 - 1) | 7e, 26e Lobanova | Arbitrage : Diego Barbas Rachel Williams | Arbitrage : Diego Barbas Rachel Williams |
| 6 février 2023 12h00 | Rapport                                                                   |         |                  | Arbitrage : Diego Barbas Rachel Williams | Arbitrage : Diego Barbas Rachel Williams |

| Match 9              | Ukraine                                        | 3 - 0   | Belgique |                                            |                                            |
| 6 février 2023 14h20 | Ponomarenko 4e · Honcharenko 28e · Leonova 34e | (1 - 0) |          | Arbitrage : Sophie Bockelmann Cathy Wright | Arbitrage : Sophie Bockelmann Cathy Wright |
| 6 février 2023 14h20 | Rapport                                        |         |          | Arbitrage : Sophie Bockelmann Cathy Wright | Arbitrage : Sophie Bockelmann Cathy Wright |

| Match 16             | Tchéquie                   | 2 - 3   | Canada                           |                                                             |                                                             |
| 7 février 2023 15h30 | Kolarova 24e · Babická 37e | (0 - 2) | 5e McCrory · 6e Wong · 35e Leahy | Arbitrage : Ornpimol Kittiteerasopon Narongtuch Subboonsong | Arbitrage : Ornpimol Kittiteerasopon Narongtuch Subboonsong |
| 7 février 2023 15h30 | Rapport                    |         |                                  | Arbitrage : Ornpimol Kittiteerasopon Narongtuch Subboonsong | Arbitrage : Ornpimol Kittiteerasopon Narongtuch Subboonsong |

| Match 17             | Ukraine                         | 2 - 1   | Namibie       |                                          |                                          |
| 7 février 2023 17h50 | Ponomarenko 5e · Shevchenko 33e | (1 - 1) | 13e Philander | Arbitrage : Emily Carroll Melina Illanes | Arbitrage : Emily Carroll Melina Illanes |
| 7 février 2023 17h50 | Rapport                         |         |               | Arbitrage : Emily Carroll Melina Illanes | Arbitrage : Emily Carroll Melina Illanes |

| Match 18             | Kazakhstan                   | 2 - 5   | Belgique                                            |                                                     |                                                     |
| 7 février 2023 20h10 | Bissirova 15e · Lobanova 37e | (1 - 3) | 7e, 40e Ronquetti · 9e, 25e Delforge · 14e Wagemans | Arbitrage : Lyndal Robertson Narongtuch Subboonsong | Arbitrage : Lyndal Robertson Narongtuch Subboonsong |
| 7 février 2023 20h10 | Rapport                      |         |                                                     | Arbitrage : Lyndal Robertson Narongtuch Subboonsong | Arbitrage : Lyndal Robertson Narongtuch Subboonsong |

| Match 19             | Ukraine             | 2 - 4   | Tchéquie                                     |                                            |                                            |
| 8 février 2023 08h30 | Honcharenko 1e, 22e | (1 - 2) | 2e, 10e Vorlova · 38e Duchková · 40e Babická | Arbitrage : Lyndal Robertson Ayden Shrives | Arbitrage : Lyndal Robertson Ayden Shrives |
| 8 février 2023 08h30 | Rapport             |         |                                              | Arbitrage : Lyndal Robertson Ayden Shrives | Arbitrage : Lyndal Robertson Ayden Shrives |

| Match 20             | Namibie       | 1 - 2   | Belgique                  |                                                 |                                                 |
| 8 février 2023 10h50 | Philander 40e | (0 - 0) | 32e Delforge · 40e De Mot | Arbitrage : Adam Barry Ornpimol Kittiteerasopon | Arbitrage : Adam Barry Ornpimol Kittiteerasopon |
| 8 février 2023 10h50 | Rapport       |         |                           | Arbitrage : Adam Barry Ornpimol Kittiteerasopon | Arbitrage : Adam Barry Ornpimol Kittiteerasopon |

| Match 21             | Kazakhstan                                      | 4 - 4   | Canada                          |                                        |                                        |
| 8 février 2023 13h10 | Beisenbay 4e, 39e · Bissirova 8e · Lobanova 11e | (3 - 1) | 6e Wong · 22e, 23e, 32e McCrory | Arbitrage : Emily Carroll Andres Ortiz | Arbitrage : Emily Carroll Andres Ortiz |
| 8 février 2023 13h10 | Rapport                                         |         |                                 | Arbitrage : Emily Carroll Andres Ortiz | Arbitrage : Emily Carroll Andres Ortiz |

| Match 28             | Belgique  | 1 - 0   | Canada |                                                           |                                                           |
| 9 février 2023 15h30 | Barry 26e | (0 - 0) |        | Arbitrage : Lukasz Zwierzchowski Ornpimol Kittiteerasopon | Arbitrage : Lukasz Zwierzchowski Ornpimol Kittiteerasopon |
| 9 février 2023 15h30 | Rapport   |         |        | Arbitrage : Lukasz Zwierzchowski Ornpimol Kittiteerasopon | Arbitrage : Lukasz Zwierzchowski Ornpimol Kittiteerasopon |

| Match 29             | Tchéquie                                                         | 6 - 0   | Namibie |                                           |                                           |
| 9 février 2023 16h40 | Lehovcova 14e · Hájková 17e · Vorlova 34e, 36e, 40e · Lacina 35e | (2 - 0) |         | Arbitrage : Lyndal Robertson Sean Edwards | Arbitrage : Lyndal Robertson Sean Edwards |
| 9 février 2023 16h40 | Rapport                                                          |         |         | Arbitrage : Lyndal Robertson Sean Edwards | Arbitrage : Lyndal Robertson Sean Edwards |

| Match 30             | Ukraine                                       | 3 - 3   | Kazakhstan                                   |                                                 |                                                 |
| 9 février 2023 17h50 | Ponomarenko 2e · Shevchenko 23e · Leonova 30e | (1 - 0) | 33e Lobanova · 33e Bissirova · 39e Beisenbay | Arbitrage : Ayden Shrives Céline Martin-Schmets | Arbitrage : Ayden Shrives Céline Martin-Schmets |
| 9 février 2023 17h50 | Rapport                                       |         |                                              | Arbitrage : Ayden Shrives Céline Martin-Schmets | Arbitrage : Ayden Shrives Céline Martin-Schmets |

## Tableau final
|  | Quarts de finale | Quarts de finale |                        |  | Demi-finales | Demi-finales |  |  | Finale | Finale |
|  | Quarts de finale | Quarts de finale |                        |  | Demi-finales | Demi-finales |  |  | Finale | Finale |
|  |                  |                  |                        |  |              |              |  |  |        |        |
|  |                  |                  |                        |  |              |              |  |  |        |        |
|  |                  |                  |                        |  |              |              |  |  |        |        |
|  | Afrique du Sud   |                  |                        |  |              |              |  |  |        |        |
|  |                  |                  |                        |  |              |              |  |  |        |        |
|  | Belgique         |                  |                        |  |              |              |  |  |        |        |
|  |                  |                  |                        |  |              |              |  |  |        |        |
|  |                  |                  |                        |  |              |              |  |  |        |        |
|  |                  |                  |                        |  |              |              |  |  |        |        |
|  | Pays-Bas         |                  |                        |  |              |              |  |  |        |        |
|  |                  |                  |                        |  |              |              |  |  |        |        |
|  | Canada           |                  |                        |  |              |              |  |  |        |        |
|  |                  |                  |                        |  |              |              |  |  |        |        |
|  |                  |                  |                        |  |              |              |  |  |        |        |
|  |                  |                  |                        |  |              |              |  |  |        |        |
|  | Ukraine          |                  |                        |  |              |              |  |  |        |        |
|  |                  |                  |                        |  |              |              |  |  |        |        |
|  | Autriche         |                  |                        |  |              |              |  |  |        |        |
|  |                  |                  |                        |  |              |              |  |  |        |        |
|  |                  |                  | Match pour la 3e place |  |              |              |  |  |        |        |
|  |                  |                  |                        |  |              |              |  |  |        |        |
|  | Tchéquie         |                  |                        |  |              |              |  |  |        |        |
|  |                  |                  |                        |  |              |              |  |  |        |        |
|  | Australie        |                  |                        |  |              |              |  |  |        |        |
|  |                  |                  |                        |  |              |              |  |  |        |        |
|  |                  |                  |                        |  |              |              |  |  |        |        |
|  |                  |                  |                        |  |              |              |  |  |        |        |

### Onzième et douzième place
| Match 31              | Namibie | -   | Nouvelle-Zélande |                                                   |                                                   |
| 10 février 2023 08h30 |         | (-) |                  | Arbitrage : Ornpimol Kittiteerasopon Cathy Wright | Arbitrage : Ornpimol Kittiteerasopon Cathy Wright |
| 10 février 2023 08h30 | Rapport |     |                  | Arbitrage : Ornpimol Kittiteerasopon Cathy Wright | Arbitrage : Ornpimol Kittiteerasopon Cathy Wright |

### Neuvième et dixième place
| Match 32              | Kazakhstan | -   | États-Unis |                                                     |                                                     |
| 10 février 2023 10h00 |            | (-) |            | Arbitrage : Lyndal Robertson Narongtuch Subboonsong | Arbitrage : Lyndal Robertson Narongtuch Subboonsong |
| 10 février 2023 10h00 | Rapport    |     |            | Arbitrage : Lyndal Robertson Narongtuch Subboonsong | Arbitrage : Lyndal Robertson Narongtuch Subboonsong |

### Quarts de finale
| Match 36              | Tchéquie | -   | Australie |                                               |                                               |
| 10 février 2023 13h00 |          | (-) |           | Arbitrage : Lukasz Zwierzchowski Cathy Wright | Arbitrage : Lukasz Zwierzchowski Cathy Wright |
| 10 février 2023 13h00 | Rapport  |     |           | Arbitrage : Lukasz Zwierzchowski Cathy Wright | Arbitrage : Lukasz Zwierzchowski Cathy Wright |

| Match 35              | Ukraine | -   | Autriche |                                                  |                                                  |
| 10 février 2023 16h00 |         | (-) |          | Arbitrage : Céline Martin-Schmets Melina Illanes | Arbitrage : Céline Martin-Schmets Melina Illanes |
| 10 février 2023 16h00 | Rapport |     |          | Arbitrage : Céline Martin-Schmets Melina Illanes | Arbitrage : Céline Martin-Schmets Melina Illanes |

| Match 34              | Afrique du Sud | -   | Belgique |                                                |                                                |
| 10 février 2023 19h00 |                | (-) |          | Arbitrage : Lukasz Zwierzchowski Emily Carroll | Arbitrage : Lukasz Zwierzchowski Emily Carroll |
| 10 février 2023 19h00 | Rapport        |     |          | Arbitrage : Lukasz Zwierzchowski Emily Carroll | Arbitrage : Lukasz Zwierzchowski Emily Carroll |

| Match 33              | Pays-Bas | -   | Canada |                                            |                                            |
| 10 février 2023 22h00 |          | (-) |        | Arbitrage : Lyndal Robertson Ayden Shrives | Arbitrage : Lyndal Robertson Ayden Shrives |
| 10 février 2023 22h00 | Rapport  |     |        | Arbitrage : Lyndal Robertson Ayden Shrives | Arbitrage : Lyndal Robertson Ayden Shrives |

### Demi-finales
| Match 37              |            | -   |  |             |             |
| 11 février 2023 12h30 |            | (-) |  | Arbitrage : | Arbitrage : |
| 11 février 2023 12h30 | [ Rapport] |     |  | Arbitrage : | Arbitrage : |

| Match 38              |            | -   |  |             |             |
| 11 février 2023 14h00 |            | (-) |  | Arbitrage : | Arbitrage : |
| 11 février 2023 14h00 | [ Rapport] |     |  | Arbitrage : | Arbitrage : |

### Troisième et quatrième place
| Match 39              |            | -   |  |             |             |
| 11 février 2023 18h30 |            | (-) |  | Arbitrage : | Arbitrage : |
| 11 février 2023 18h30 | [ Rapport] |     |  | Arbitrage : | Arbitrage : |

### Finale
| Match 40              |            | -   |  |             |             |
| 11 février 2023 21h30 |            | (-) |  | Arbitrage : | Arbitrage : |
| 11 février 2023 21h30 | [ Rapport] |     |  | Arbitrage : | Arbitrage : |

## Classement final
Mise à jour après le premier tour
| Rang                      | Groupe | Équipe           | J | V | N | D | BP | BC | Diff | Pts |
| ------------------------- | ------ | ---------------- | - | - | - | - | -- | -- | ---- | --- |
| Médaille d'or, monde      | A      | Pays-Bas         | 5 | 5 | 0 | 0 | 29 | 4  | +25  | 15  |
| Médaille d'argent, monde  | B      | Tchéquie         | 5 | 4 | 0 | 1 | 26 | 8  | +18  | 12  |
| Médaille de bronze, monde | A      | Autriche         | 5 | 4 | 0 | 1 | 14 | 12 | +2   | 12  |
| 4                         | B      | Belgique         | 5 | 3 | 0 | 2 | 9  | 12 | -3   | 9   |
| 5                         | B      | Ukraine          | 5 | 2 | 2 | 1 | 11 | 9  | +2   | 8   |
| 6                         | A      | Afrique du Sud H | 5 | 2 | 1 | 2 | 12 | 11 | +1   | 7   |
| 7                         | A      | Australie        | 5 | 2 | 0 | 3 | 11 | 16 | -5   | 6   |
| 8                         | B      | Canada           | 5 | 1 | 3 | 1 | 10 | 10 | 0    | 6   |
| 9                         | B      | Kazakhstan       | 5 | 1 | 2 | 2 | 16 | 23 | -7   | 5   |
| 10                        | A      | États-Unis       | 5 | 1 | 1 | 3 | 16 | 11 | +5   | 4   |
| 11                        | B      | Namibie          | 5 | 0 | 1 | 4 | 7  | 17 | -10  | 1   |
| 12                        | A      | Nouvelle-Zélande | 5 | 0 | 0 | 5 | 6  | 34 | -28  | 0   |